# Le Monestier

Le Monestier este o comună în departamentul Puy-de-Dôme, Franța. În 1 ianuarie 2022 avea o populație de 239 de locuitori.